# 흑목이
흑목이(黑木耳)는 담자균문에 속하는 주름이 없는 버섯의 일종으로. 젤리와 비슷한 물질로 이루어져 있다. 마르면 딱딱하게 굳지만 비 등으로 수분을 흡수하면 다시 흐물흐물해진다. 쓰촨 요리에 잘 쓰인다.잡채에도 쓰인다.
씹으면 쫄깃쫄깃하며 부드럽다.
한때 아우리쿨라리아 아우리쿨라유다에(Auricularia auricula-judae)라는 학명이 붙어 있었지만, 2014년 DNA 염기서열 분석에 따라 새로운 종으로 분류되었고 아우리쿨라리아 헤이무르(Auricularia heimuer)라는 학명이 새로 붙었다.